# 로버트 박
로버트 박(Robert Park, 본명: 박동훈, 1981년 ~ )은 한국계 미국인 인권운동가, 음악가 (Malheur VOL), 선교사이다. 특정단체와 연계되지 않은 초당파 “북한집단학살을 멈추기 위한 세계연대(Worldwide Coalition to Stop Genocide in North Korea)” 창립회원이며, 코리아헤럴드 컬럼니스트이다. 전쟁을 확고히 반대하며, 한반도 통일을 지지한다.
2009년 12월 25일 북한의 제노사이드와 반인도범죄에 항거하여 두만강을 건너 북한에 들어갔다. 2010년 2월 6일 북한 당국에 업류된지 43일만에 풀려났다. 그를 전부터 알고 지냈던 사람들은 그가 북한에 다녀온 후 심각한 외상후스트레스장애(PTSD)를 겪고 있으며, 심한 충격을 받아 완전히 다른 사람이 되었다고 말한다.
2014년 출판된 ‘로버트 박의 목소리’는 그의 가족 및 가까운 친구들의 증언과 그가 직접 작성한 글을 담고 있으며, 지금까지 나온 자료 중 그의 삶과 그가 사람들에게 전하려고 했던 메시지에 대해 가장 정확한 정보를 담고 있는 책이다.

## 생애

### 생애 초기
캘리포니아 LA에서 독실한 기독교 집안에서 태어났다. 조부모는 한반도 분단 전 북한에서 존경 받는 기독교인들이었다. 증외조부 한용겸 장로는 우리나라 초기 기독교신자로 3.1운동에 참여했다가 감옥에 수감되어 고문 받았고 출소하자마자 세상을 떠났다. 외증조부 한정교 목사는 평양신학교를 졸업했고, 외증조모, 외조모는 주기철 목사의 교회에 출석하였다. 조모 한혜주 권사는 그가 성직자가 되는데 결정적 역할을 했다. 또한, 유관순, 조만식 등 한국독립운동가들도 영향을 주었다.
10대 후반부터 뇌성마비, 근이영양증, 뇌전증, 자폐증 등 장애인들을 위해 간병인과 자원봉사자로 약 7년간 일했으며, 장애인들에 대한 마음이 각별했다. 수도원에 소속되거나 카톨릭 사제의 직책을 받은 것은 아니지만 실질적으로 수도승 같이 살았다. 예수 그리스도의 가르침을 그대로 실천했으며 철저하게 금욕, 금식, 순결의 삶을 살았다.

2007년 선교사/성직자로 정식 임명되었다. 북한 관련 일을 하기 전에는 미국과 멕시코에서 소외된 계층을 위해 오랜 기간 사역하였다. 
“약 10여년전, 그는 애리조나와 가까운 곳에 위치하고 있는 멕시코의 한 마을을 발견했다. 사실 마을이라기보다는 쓰레기 폐기장이었다. 하지만 사람들은 그 위에서 먹고, 자고, 생활하고 있었다. … 곧 그는 그 사람들과 친구가 되었다. 그들과 똑같이 생활하며 하나님의 사랑을 전하기 시작했다. … 하지만 그는 기쁨으로 가득 차있었고, 쓰레기더미 위에 앉아 기타를 치며 스페인어로 복음성가를 불렀다. 그러면 그 지역 아이들이 모여서 그의 옆에 둘러 앉아 노래를 따라 부르며 즐거워했다. 그는 쓰레기더미를 뒤져 먹을 것을 찾는 아이들에게 가장 친한 친구였다. 그는 그 아이들에게 기쁨을 가져다 주었고, 아이들은 그를 통해 웃음을 되찾았다.” - "로버트박의 목소리" 71-72p

### 북한사역
그의 부친과 조부가 북한에서 왔기 때문에 6.25전쟁의 고통에 대해 익히 들어 알고 있었고, 2006년부터는 그의 삶을 북한사람들을 위한 섬김과 기도에 헌신하기로 마음 먹는다. 이 당시에는 아직 북미 지역(멕시코와 미국)에서 소외계층을 돕느라 바쁠 때였다.

2008년 멕시코에서의 활동을 정리하고 한국으로 넘어왔다. 북한에 가기 전까지 한국과 중국에서 수백 명의 탈북자들을 만났으며, 남한에서 만난 많은 탈북난민들과 절친한 벗이 되었다. 탈북민들을 높여주고 마음 깊이 존경하였다. 자신이 만난 탈북난민들을 가족처럼 사랑했다. 많은 탈북민들이 그의 진심을 알고 그에게 마음을 열고 그를 아끼고 사랑했다.
“… 사랑은 세상의 모든 악을 이긴다. 북한 선천이 할머니의 고향이라며 삶의 궤도는 다르지만 같은 민족이고 같은 사람이라는 것을 항시 강조하면서 탈북민들과 가까워지려고 노력하고 진심으로 대하는 그 사랑이 만나는 모든 이의 마음을 움직이고 세파 속에 얼어붙었던 마음들을 녹이고 악심으로 삐뚤어졌던 마음이 바로 서게 하는 힘이었다. 이 세상에 좋은 분들이 많겠지만 내가 직접 만나본 몇 분 안 되는 천사들 중의 한 사람이다. 그때 내가 지금 와 있는 곳이 자본주의 남한이라는 것을 잊고 살만큼 그 분의 삶의 향기는 진했다. 비록 두석달간의 짧은 만남이었지만 마음속으로 늘 존경하던 테레사 수녀님의 삶을 그분을 통해서 그려볼 만큼 잠시라도 책에서만 보던 하늘나라 천사의 삶을 보았다.” - "로버트박의 목소리" 66p
북한사람들의 생명, 회복, 자유와 해방을 위해 쉬지 않고 거리 시위와 교회 집회를 이끌었다. 매주 금요일에는 파고다공원에서 시위하고, 2009년 추석에는 신촌에서 단식시위를 했다. 시위 때는 대부분 마스크를 쓰고 있었고, 신원노출을 피했다. 중국에서 사역할 때는 이름과 외모도 수시로 바꾸었다고 한다.

2009년 12월 25일 두만강을 건너 북한에 들어갔다. 입북 직전 12월 23일 행했던 로이터 통신과의 인터뷰는 입북 후에 발표되었다. 
“북한에서 벌어지고 있는 것은 제노사이드입니다. 핵무기로 인해 무슨 일이 벌어질지 두려워하는 마음은 충분히 이해합니다. 하지만 정치범수용소를 운영하고, 어떠한 제재도 없이 사람, 여성, 아이들을 마구 죽이는 국가는 결코 신뢰할 수 있는 상대가 아닙니다. … 저의 요구는, 저는 풀려나기 원치 않는다는 것입니다. 저는 오바마 대통령이 와서 돈을 지불하고 저를 데려가기를 원치 않습니다. 대신 저는 북한 사람들이 풀려나기 원합니다. 정치범수용소가 해방될 때까지 저는 그 곳에서 나오기 원치 않습니다. 제가 그들과 함께 죽어야 한다면, 저는 죽을 것입니다. 저는 기독교인이고, 성경에서는 우리가 잃어버린 자들을 사랑해야 한다고 말하고 있어요. 우리는 가난하고 어려운 사람들을 사랑해야 해요. 우리는 그 사람들을 우리자신보다 더 사랑해야 합니다.” (로버트박의 목소리 71-72p)
2010년 2월 6일 북한 당국에 업류된지 43일만에 풀려났다. 그를 전부터 알고 지냈던 사람들은 그가 북한에 다녀온 후 심각한 (PTSD)외상후스트레스장애를 겪고 있으며, 심한 충격을 받아 완전히 다른 사람이 되었다고 말한다.

### 북한에서 돌아온 후
북한에 다녀온 후에는 하버드인터내셔널리뷰, 워싱턴포스트, 산호세머큐리뉴스, 아시아타임즈, 사우스차이나모닝포스트, 내셔널포스트, 더디플로맷, 월드팔러시, 더힐, 코리아타임즈, 월드어페어즈, 코리아헤럴드 등에의 기고활동을 통해 북한해방운동을 지속하고 있다. 특히, 북한정권의 행위를 제노사이드로 규명하고 국제사회에 북한의 사태가 제노사이드라는 인식을 확산시키는데 크게 기여하였다.
또한, 그는 전쟁을 반대하며, 외부세계가 김정은을 제외한 북한사람들을 지원하고 도와줄 것을 일관되게 주장한다.
“김정은이 큰형 김정남을 VX 독극물로 암살했던 것을 명심해야 한다. 북한 정치범 수용소 수감자들은 더 잔인한 방법으로 체계적으로 실험을 당했다. 우리는 이렇게 희생된 한국 국민들을 잊지 말아야 한다. 우리는 김정은을 평화롭게 제거하고 한반도 통일을 달성해야 한다. 인권침해를 중단하고 통일을 앞당기는 자들에게 사면을 제의해야 한다. 태영호 전공사가 강조했듯이 우리는 비폭력 혁명을 달성해야 하고, 이것은 가능한 일이다.”

## 최근의 활동(2017)

### 북한에 대한 군사공격에 반대하는 이유
로버트박은 북한에 대한 군사공격에 확고히 반대하며, 외부의 군사공격이 있거나 하는 유사시에 북한에서 정치범수용소 수감자들이 몰살당할 것을 우려한다.
“전직 북한수용소 간수와 전직 북한간부들의 증언에 따르면 수용소 경비병들은 군사공격 등 유사시에 정치범들을 모조리 죽이도록 훈련받는다. 잔학행위의 증거를 “제거” 하기 위해서이다.
2014년 유엔 북한인권조사위원회 보고서는 수용소 당국이 무력 충돌 시에 모든 수감자들을 죽이도록 명령 받았으며, 이는 수용소가 존재한다는 원시적인 증거를 없애기 위해서라고 적고 있다. 유엔 보고서는 이러한 지시는 애초에는 김일성이 직접 내린 것으로 보이며, 그 후 김정일이 이러한 지시를 재확인하였음을 발견했다.
전직 수용소 경비병 안명철 뿐만 아니라 한시적으로 “다른 수용소에서 근무했던 경비병들과 간부들도 유엔 북한인권조사위원회의 비공개 인터뷰에서 이러한 지시에 대하여 알고 있었다고 증언했다.”
“또한, 안명철 및 다른 목격자들은 이러한 지시를 어떻게 구현할 것인지에 대한 구체적인 계획이 존재했다고 설명했으며, 짧은 시간 내에 다수의 수감자들을 죽이기 위한 훈련도 받았다.”” (코리아헤럴드 2017.9.15일자)
그는 풍계리 핵실험장 갱도공사를 위해 정치범수용소 수감자들이 보호장비도 없이 동원되었다는 사실을 짚어준다. 북한에 군사공격을 하면 그렇지 않아도 불쌍하게 희생당해온 수감자들이 이번에는 완전히 몰살당할 것이다.
“그런데 북한에 대한 군사공격이 비열한 제안인 이유가 또 하나 있다. 무고한 사람들이 풍계리 핵실험장에서 그 시작부터 갱도공사를 위한 노예노동을 강요당해 왔다. 이들은 일상적으로 치명적인 방사능에 노출되고 있는데도 어떠한 보호 장비도 제공받지 못한다. 제16호 수용소는 풍계리에서 약 2.5km 거리에 위치한다.” (코리아헤럴드 2017.9.15일자)
북한에 대한 군사공격 대신 그는 김정은을 제외한 북한 사람 모두에게 사면정책을 실시해야 한다고 주장한다. 북한에서 인권침해행위를 중단하고 한반도 통일을 앞당기는 사람들에게 사면을 제의하는 메시지를 계속 북한 내부로 들여보내야 한다고 말한다. 이러한 유사한 메시지는 기존에도 펼쳤다. 북한정권을 통한 인도적 지원이 아니라 탈북자들을 통한 내부송금을 통해 도움이 필요한 북한주민들을 직접 돕고, 북한 체제를 와해시켜야 한다고 주장했다.
그는 조선민주주의인민공화국에서 지도자를 제외한 모든 북한사람들이 피해자라는 것을 주지시킨다.
“모든 북한 사람들에게 정치범수용소는 공포의 대상이다. 그래서 본능적으로 수용소를 진저리치게 싫어한다. 김씨 정권은 70년이 넘도록 공포정치로 북한을 지배했는데, 바로 이러한 이유 때문에 수용소 시스템을 해체하고 모든 수감자들을 해방시키면 북한 전역의 모든 사람들이 마음속으로든 공개적으로든 경축할 것이다. 그러한 일은 주민들의 존경을 얻을 것이며, 주민들은 고마워할 것이다. 그래서 북한에서 인권침해가 만연한 현실은 종종 김씨 정권의 아킬레스건으로 일컬어진다.”

### 남한에서 보면 이 수감자들은 누구인가?
수감자들은 남한을 더 좋아하고, 남한에 가고 싶어하는 사람들이다.
“이 수감자들은 누구인가? 이들은 남한 입장에서 보면, “대한민국으로 탈북할 잠재력이 있는 사람”들을 포함하며, 모두 의심의 여지없이 훨씬 인도적인 대한민국의 통치 아래에서 살고 싶어 한다. 많은 사람들이 6.25때 남한으로 도망간 먼 친척이 있다는 이유로 수용소에 수감되었다. 어떤 면에서 보더라도 이 상황은 말할 수 없이 불공평하다. 이 비극적인 문제를 다루는 것이 너무 “정치적으로 불편”하다는 전제는 우리 모두를 병들게 만들었다. 더욱이 그간의 경과를 보면 전략적으로도 불합리하고, 잘못된 전제인 것이다.
… 어떤 가족들을 평생 동안 수용소로 보내 제거할지를 결정하는 최우선적 요소는 남한을 북한보다 선호하거나 남한에 더 충성할 것이라는 혐의이다. 따라서 이 사람들을 대한민국 국민으로 규정하고 있는 대한민국 헌법에 따라 남한은 이들을 해방시키고 살려줘야 할 조치를 취해야 할 법적, 도덕적 책임이 있다.” "핵예방공격의 희생물 아니면 국가?" 코리아헤럴드 2017.9.15일자

### 한반도가 위기에 처한 근본적인 원인
그는 1945년 일제 해방 직후 외세(미국, 소련)가 한국사람들의 의사는 완전히 무시한 채 강제로 한반도를 분단시킨 것이 한반도 문제의 근본적인 원인이라고 주장한다. 한반도가 분단되지만 않았다면 북한에서 김일성-김정일-김정은으로 내려오는 3대 독재정권은 세워질 수 없었고, 6.25도 없었고, 1990년대 대기근으로 300만명이 사망하지도 않았을 것이고, 정치범수용소에서 100만명이 사망하지 않았을 것이다.
당시 북한에서는 조만식 선생이 북한 전역에서 존경 받는 민족주의 지도자였으며, 한반도가 분단되지만 않았으면 조만식 선생이 대한민국의 제1대 대통령이 될 가능성이 높았다. 하지만 조만식 선생은 소련당국에 의해 감금당하다가 6.25 전쟁 때 김일성의 지시로 살해당했다.
“그런데 안타깝게도 많은 사람들이 역사를 이해하기는커녕 오히려 역사를 숨기거나 곡해하고 있다. 어떤 사람들은 이 모든 격변의 참사를 모두 한국인들의 책임으로 재구성하여 말하기까지 한다. 아마도 그래서이겠지만, 통렬한 회개의 감정을 느끼기 보다는 오히려 한반도에서 핵 “예방전쟁”으로 예기되는 위험을 묵인하거나 허용하는 충격적인 모습을 우리는 목격하고 있다. 무엇을 할 수 있고, 무엇을 해야만 하는지에 대한 논쟁을 완전히 잘못된 방향으로 이끌어 가고 있다.” (핵예방공격의 희생물 아니면 국가? 코리아헤럴드 2017.9.15일자)

### 국제사회는 한국인들에게 배상을 해야 한다
로버트박은 강대국들이 한국사람들의 의사를 무시하고 한반도를 분단시킨 이래 희생된 700만명이 넘는 한국인들을 기억해야 하며, 국제사회가 한국사람들이 겪은 고통에 대해 배상해야 한다고 주장한다.
우선, 1990년대 북한에서 기근으로 사망한 300만명과 지금까지 정치범수용소에서 사망한 수감자들의 수 100만명을 더하면 400만명이 되는데, 국제사회는 이들의 죽음에 책임이 있다.
“약 10년 전, 정치범수용소에서 사망한 사람들이 100만 명에 이르는지 질문 받자 안씨는 그 수치가 “너무 적다”고 했다. 100만 명은 2005년 영국 기자 제스퍼 베커가 저술한 책에 나온 수치이다. 이 100만 명이라는 숫자에 1995-1998년 북한의 “대기근” 동안 사망한 약 3백만 명을 더하면 사망자 합계는 약 4백만 명이 된다. (故황장엽 전노동당 비서는 대기근에 의한 사망자 통계가 3백만 명보다 훨씬 적다는 주장에 분노했다. 황장엽씨의 통계는 KCNA(조선중앙통신)의 보도자료나 저 멀리 태평양 건너에서 추정에 근거하여 제시한 수치와는 차별화된다. 이 수치는 북한 정권의 내부 문서에 근거한 것으로, …”
또한, 1950-53년 6.25전쟁으로 약 300만명의 한국인들이 희생당했다. 6.25전쟁은 1945년 일제 해방 직후 외국세력(미국, 소련)이 일방적으로 한반도를 38선을 기준으로 분단시키고, 반사회적 인격장애자를 북한의 군주로 앉힌 데 근본이유가 있다. 당시 북한에서는 조만식 선생이 북한 전역에서 존경 받는 민족주의자 지도자였으나 신탁통치에 반대하여1945년 12월부터 소련당국에 감금당하다가 6.25 전쟁때 김일성의 지시로 살해당했다.
“여기에다가 1950-53년 대리전으로 사망한 수치까지 더하면 1945년 이후 한국의 사망자 수는 7백만 명을 훌쩍 넘는다. 6.25전쟁은 경쟁관계에 있는 2개의 제국주의 세력이 무기를 제공하거나 제공하지 않는 데에 따라 전세가 왔다갔다했으며, 무명의 反사회적 인격장애자를 북한의 군주로 세우고 중무장시키는 것과 같은 여러 지독한 침략행위와 한반도 분단의 직접적 결과로 폭발한 재앙이었다. 다시 말해 내전이 아니라 외국이 제공한 무기로 치러진 대리전이었다.”
마찬가지로 1945년 미국의 원폭투하로 일본에서 사망한 한국인들도 잊지 말아야 한다.
“우리가 잊지 말아야 할 사람들이 또 있다. 바로 일본에 강제로 끌려가 노예생활을 하다가 히로시마와 나가사키 원폭 투하로 사망한 한국인들이다. 뉴욕타임즈는 “4만 명에서 5만 명의 한국인들이 히로시마와 나가사키 원폭 투하로 사망했다. 대부분은 강제노역자들이었다.”고 보도했다. 이들 후손들은 여전히 방사능 피폭으로 여러 고통스러운 병환에 시달라고 있지만 보상은커녕 단 한 번도 이들이 요구한 “사과”를 받아보지 못했다.”

그는 국제사회가 지불한 배상금으로 한국의 통일비용과 북한재건 비용을 충당해야 한다고 주장한다.
“한국은 명백히 배상을 받아야 한다. 우리는 통일과 통일에 따른 경제적 부담을 두려워하지 말아야 한다. 오히려 일제시대 해방 직후 노골적인 방해로 이루지 못한 전환기 정의의 문제 (물론 지금도 여전히 실질적인 “신탁통치”에서 벗어나지 못했지만) 또는 외세에 의한 남북 분단 때문에 치러야 했던 재앙적인 대가 등 가장 중요한 문제들을 강조하고 국제사회로부터 충분한 보상에 대한 의견의 일치를 얻어낼 수 있다.”

### 트럼프 대통령에 편지
2017년 10월 트럼프 대통령에게 공개편지를 보냈다. 이미 그 전에 "트럼프, 2천 5백만 한국민에 대한 홀로코스트를 위협하다"는 제하의 글을 코리아헤럴드에 기고하였다. 내용은 다음과 같다.
"트럼프, 2천 5백만 한국민에 대한 홀로코스트를 위협하다"
“하나의 국가에서 오는 한국인들의 이익은 전략적으로 더 가치 있게 여겨진 지역 - 특히 일본 - 에 밀려 희생당했다.” - 그레고리 헨더슨, 1947-64년 미국 외교관 (1974)
“미국인과 러시아인 모두 기억해야 할 것은 한국 사람들이 한국을 분단시켜 달라고 요구하지 않았다는 사실이다. 그들은 우리들에게 점령하고 다스려달라고 요청하지도 않았다. 우리가 그들 위에 세운 정부도 그들이 세워달라고 요청한 것이 아니었다. 더구나 한국은 독일처럼 우리가 한 짓을 정당화시킬 명분을 준 것도 아니었다.” - 그레고리 헨더슨(1976)
지난 화요일 유엔총회에서 트럼프 美대통령은 북한이 도발할 경우 2천 5백만 명의 북한사람들에 대한 핵홀로코스트를 저지르겠다고 위협했다. 이것은 사실 금년 내내 트럼프와 다른 미국 인사들이 반복적으로 주입해온 내용(“북한의 완전한 파멸”)을 아마추어적인 용어로 전달한 것에 지나지 않는다. 김정은의 앞잡이들은 다 합해서 얼마 되지도 않는 상황에서 수천만 명의 무고한 사람들에게 제노사이드를 저지르겠다고 위협하는 것은 변명의 여지가 없는, 비겁하고도 자멸적인 행위이다.
더발티모어선(The Baltimore Sun)의 최근 논설은 “미국의 대통령이 100개국이 넘는 국가 정상들과 외교관들 앞에서 준비된 연설을 통해 지구상에서 한 나라 전체를 완전히 없애버리겠다고 약속했다.”고 지적했다. 김정은을 멈춰 세우는데 집중하기보다는 “한 국가 전체와 2천 5백만 명의 국민들”을 위협하는 것이 얼마나 위험하고 어리석은 짓인지 강조했다. “트럼프 대통령은 우리 목표가 단순히 정권 교체나 북한의 핵과 탄도미사일 프로그램을 종결하는 것이 아니라 마치 제노사이드처럼 들리는 것을 선포함으로써 이 싸움을 훨씬 더 어렵고 위험하게 만들었다.”
만약 북한의 정치범수용소 수감자들과 수천만 명의 무고한 사람들이 무차별적인 핵공격의 “희생물”로 몰살되게 버려진다면 여태껏 만들어진 유엔의 어떤 결의도, 400페이지 분량의 유엔북한인권조사위원회 보고서도, 유명인사들이 언급했던 “보호책임(R2P)” 규범도, 홀로코스트 이후 “절대로 되풀이될 수 없다”던 약속도, “보편적인 인권” 등을 인용하던 고상한 미사여구도 모두 무용지물이 된다. 아니면, 진전사항이 없어서 유엔시리아조사위원회를 사임한 칼라 델 폰테(Carla Del Ponte)가 말했듯이 “알리바이”에 다름 아닌 것이 되어버린다. 다시 말해, 그 모든 것들은 생명을 살리기 위해 마땅히 해야 할 필수적인 조치를 취하는 대신 편의상 행했던 조치로 전락해버릴 수 있다.
더발티모어선은 “트럼프는 북한주민들이 북한정권으로부터 당한 고통보다 더 큰 고통을 받게 될 것이라고 위협했으며, 김정은 정권이 핵프로그램을 유지하는 것이 필요하다고 여기거나 심지어는 선제공격을 행할 가능성까지도 더 높였을 뿐이다.”라고 강조했다.
유엔사무총장 안토니오 구테헤스는 북한의 핵과 미사일 프로그램에 대해 김정은과 미국 간의 고조되는 드라마틱한 논쟁이 세계에서 가장 심각한 위기라고 말했다. 유엔사무총장, 남한, 및 국제사회는 김정은이 대륙간탄도탄(ICBM)을 갖지 못하도록 제지하기 위한 “옵션”으로 얄팍하게 인용되는 무차별적인 핵공격을 단호히 막아내고, 남북한에 거주하는 사람들의 생명을 확실히 보호해야 한다. 우리는 지금 인간성을 잃어버릴 위기에 처해있다. 더욱이 우리는 문재인 대통령을 포함하여 셀 수 없이 많은 남한사람들과 탈북민 거의 모두와 많은 한국계 미국인들과 전 세계로 이주한 수많은 한국인들이 북한에 있는 가족들로부터 잔인하게 헤어져 만나지 못한다는 사실을 잊어서는 안 된다.
남한과 국제사회는 크고 정확한 목소리를 내어 북한의 정치범수용소에 갇힌 사람들을 보호하고 이들을 신속히 해방하기 위한 효과적인 조치들을 취해야 한다. 이들은 세계에서 가장 체계적으로 인권유린을 당하고 악질적으로 학대받는 사람들이다.
랜드연구소의 브루스 베넷은 2016년 11월 강의에서 북한정권의 핵시설에 전단지를 “홍수처럼 퍼부을” 것을 주장했다. 이와 유사한 조치가 북한 정치범수용소 수감자들의 생명을 보호하기 위해 즉시 이루어져야 한다. 베넷이 금년 초 발표한 보고서는 “북한 핵무기를 중단시키고 미국인들의 안전을 담보하기 위해 가장 안전하고 현실적인 방법”으로 “북한 엘리트층에게 흉악하고 불안정한 지도자에 대한 대안을 제시”하는 것이 가장 중요하다고 결론지었다. 베넷은 ”남한정부가 한반도 통일에 대한 우호적인 조건들을 제안하고 ... 60년간 지속되어 온 교착상태에 평화로운 종지부를 찍도록 교섭“하라고 권고했다. 베넷은 김정은을 내부에서 내쫓고 한국이 평화통일을 달성하는 것이 “추진해볼만한 가치가 있는 기회”임을 암시하였다. 이것은 대중에게 주입시킨 “막다른 골목”, 즉 한 민족을 몰살시킬 비윤리적인 군사공격보다 훨씬 실행 가능한 전략이다. 무차별적인 군사공격은 부당하고, 불법적이며, 유례없는 인류재앙을 초래할 것이다.
현재 한국이 겪고 있는 비극적 상황의 역사적 배경을 돌이켜보면 남북한 사람들 간의 화해는 굉장히 설득력 있고 적합한 것이다. 물론 여기에서 무자비한 폭군 김정은은 반드시 제외하여야 한다. 김정은은 북한에 있는 우리 동포들에게 잔인한 살육을 행했기 때문이다.
트럼프의 무차별적 핵홀로코스트 위협은 이와 닮은꼴인 또 하나의 끔찍한 기억을 떠올리게 한다. 바로 1950-53년 실제로 전개된 6.25 대리전이다. 아직도 끝나지 않은 6.25는 만약 한국이 분단되지 않고 한국 사람들이 자유롭게 선택한 지도자들이 다스렸다면 결코 일어나지 않았을 것이다. 미국 블레인 하든 작가는 2015년 사설에서 미국 공군이 “북한 전역의 도시와 마을에 폭격을 가하고 네이팜탄을 발사했다. ... 폭격은 오랜 기간, 여유롭게, 냉혹하게 이루어졌다.” 라고 적었다. 이러한 폭격은 세계에서 “인종차별적이고 정당화될 수 없는 것”으로 비판받았다. 블레인 하든은 이러한 무자비하고, 자유분방한, 과잉살육하는 공습을 “주요한 전쟁 범죄”라고 지적했다. “약 3년간 우리는 인구의 20%를 죽여 없앴다.” 미국 공군 쿠티스 르메이 장군이 미국공군역사사무소에 전했던 말이다. 딘 러스크 前국무장관은 미국이 “북한에서 움직이는 것은 모든 것들”에 폭격을 가했다고 진술했다. 여기에는 약하고 무고한 수 없이 많은 사람들이 - 나이 많은 사람들이나 어린 아이들이나 모두 - 포함된다. 많은 사람들이 너무 아프거나, 느리거나, 정보를 얻지 못해서거나, 재빨리 도망가지 못하는 등 다양한 이유로 북한에 꼼짝없이 갇혀 있었다.
2013년 유엔 북한인권조사위원회가 도쿄에서 진행한 공청회에서 한 일본인 증인이 재일교포들과 그 일본인 배우자들에 대해 증언했다. 이들은 순진하게 북한으로 여행 갔다가 다시는 탈출해올 수 없었다. 그는 다음과 같이 증언했다. “제가 보기에 가장 중요한 문제는 1950~1953년 6.25 전쟁 기간 북한의 수도가 잿더미로 변하고, 전쟁으로 3~4백만 명이 죽었다는 것입니다. 거기다가 천만 명의 이산가족이 양산되었죠. 제 생각에는 그것이 진짜 근본 원인이고, 출발점인 것 같습니다.”
현 북한의 위기에 있어 외부세계의 책임이 막중한 것은 당연하다. 1945년 8월 북한에서 공산주의자들은 하찮은 소수의 위치에 머물렀다. (아이러니컬하게도 공산주의자들은 남한에서 더 큰 영향력을 갖고 있었다.) 북한의 뛰어난 지도자 고당 조만식 선생은 평화주의자였으며, 민족해방을 위한 3.1운동을 조직했던 영웅이었으나 1950년 10월 살해당했다. 3.1운동은 숭고하고 평화적인 집회로 한반도 전역에서 일어났다.
그레고리 헨더슨이 “소용돌이의 한국정치”(1968)에서 상기시켜주듯이, “독립선언문은 진실로 설득력 있고, 감동적이다. 특히 체포당할 줄 알면서도 독립선언문에 서명하고 낭독한 한국인들의 태도는 감동적이다. 한반도 전역에서 일어난 수천 명의 비무장 시위대에는 기품과 비애감이 있었고 ... 평화적인 집회로 완전히 정당성을 확보했으며 ... 이기심이라고는 전혀 없었다.”
1919년 200만 명이 참여했던 3.1운동의 지도부 상당수는 북한 평안도 출신이었다.
북한은 확실히 평화로운 궤도에 올라있었다. (다시 말해서, 그 어느 누구에게도 위협이 될 존재가 아니었다.) 북한이 세상에서 가장 무장되고, 억압적이며, 인권을 유린하는 곳으로 잔혹하게 재편된 것은 오로지 인종차별적이며 비민주적인 외세의 책동 때문이었다. 한국인들은 그 누구도 자발적으로 김씨 왕조를 지도자로 선출하지 않았을 것이다. 포학하게 세워진 김씨 왕조는 무책임하게, 그럴 자격도 없으면서 비참하리만큼 냉혹한 외세가 정해놓은 영토 내에서 군림해왔다. 따라서 이제 있어야 할 것은 배상과 통일이다. 또 다른 홀로코스트가 아니다. (코리아헤럴드 10월2일자 글 번역)